# 沃岛站
沃岛地铁站（芬蘭語：Vuosaaren metroasema），是芬兰赫爾辛基地鐵的地上车站，为M1线的终点站。该站为赫尔辛基东部沃岛区服务。
该站开通于1998年8月31日，距离拉斯蒂拉站1.2公里。

## 图集

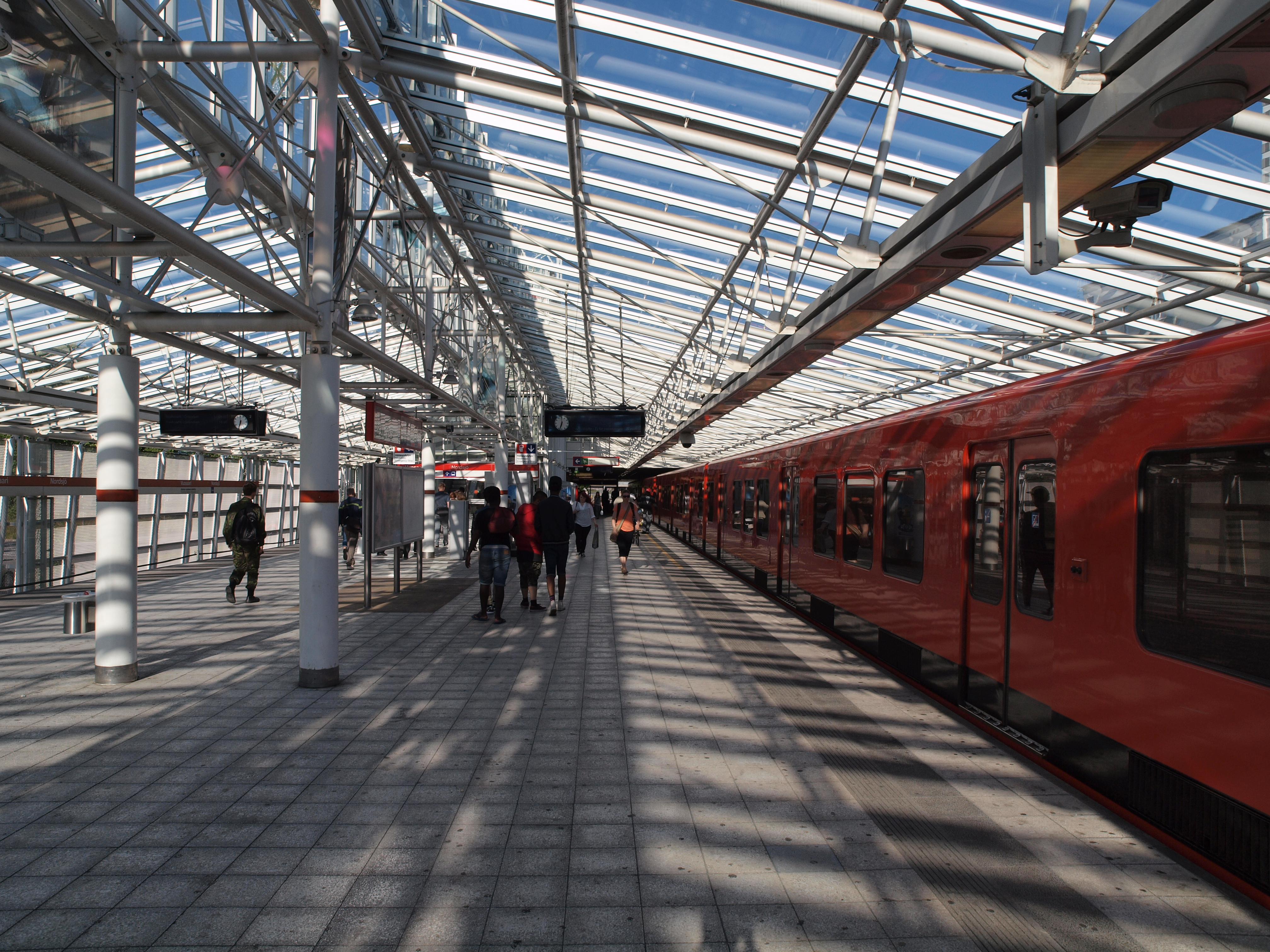
月台
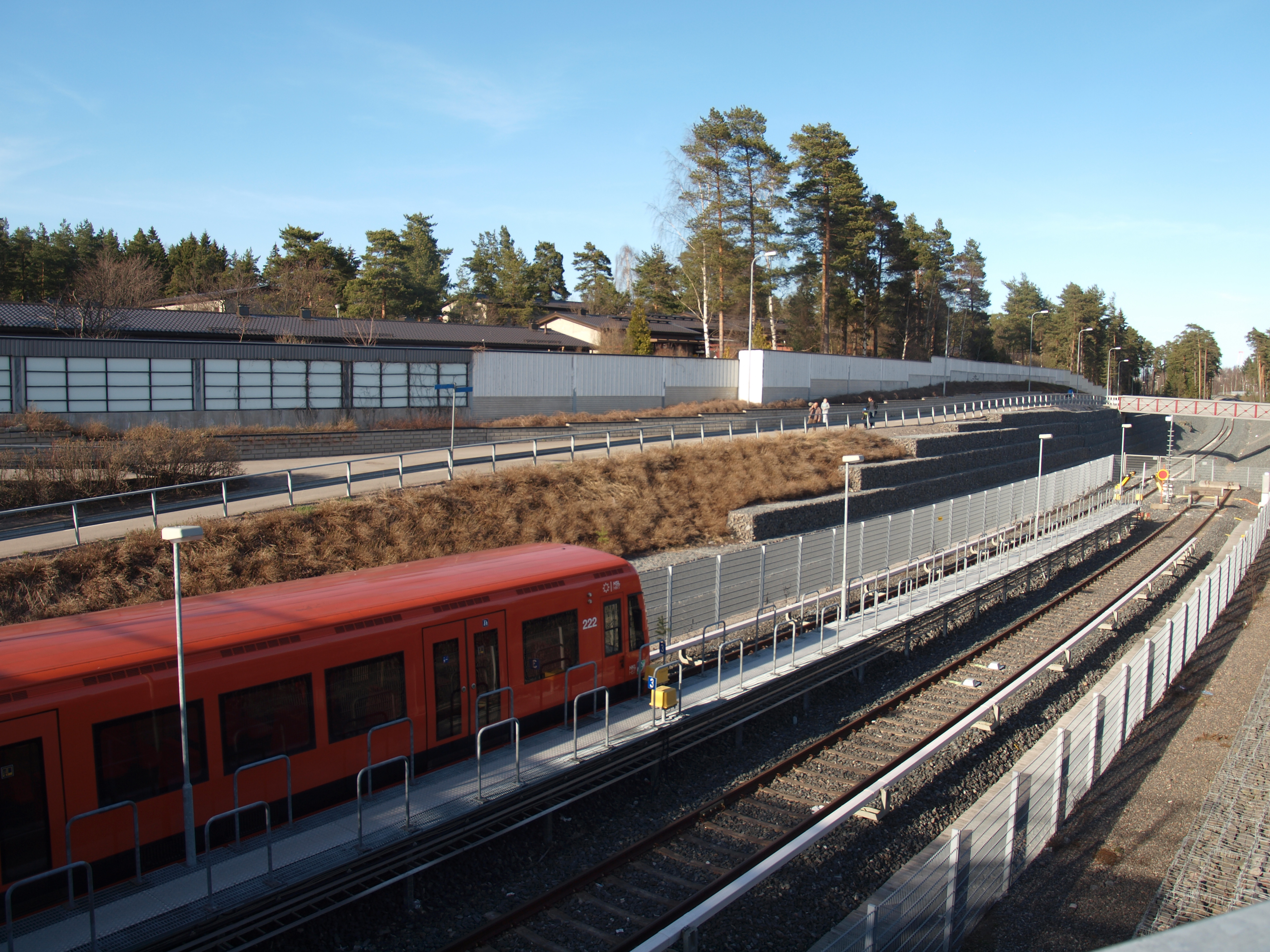
掉头股道